# Dog Beats
Dog Beats è un EP del gruppo Inner City Posse, che successivamente diventerà famoso con il nome Insane Clown Posse.

## Tracce
1. Ghetto Zone – 6:02
2. Wizard of Delray – 5:18
3. Life at Risk – 3:30
4. Dog Beats – 4:51